# Spanntechnik
Unter Spanntechnik versteht man die Fixierung eines Werkstücks oder eines Werkzeugs für die Bearbeitung des Werkstücks.
Für Drehmaschinen siehe Spannfutter.
Für Bearbeitungszentren wird je nach Werkstückform ein Spannfutter oder eine Spannvorrichtung auf die Palette fixiert.
Für genauestes Spannen auf Passungen wird das Werkstück eingefuttert oder auf einen Dorn gespannt. Dazu wird ein Werkstück in das Futter eingespannt oder aufgeschraubt und dann eine Passung angedreht, auf der dann das zu bearbeitende Werkstück mittels Mittelschraube oder Anschrauben fixiert wird.

## Weitere Spanntechnik
- Kniehebel
- Spannzange
- Spannkopf
- Spanndorn
- Spannen mittels Pneumatik, Hydraulik oder elektromechanischer Aktuatorik
- Schraubzwinge
- Vakuum-Aufspannsystem